# Jero
Jerome Charles White Jr (em japonês: ジェロ; Pittsburgh, 4 de setembro de 1981) é um cantor de Enka afro-americano de ascendência japonesa. Jero é o primeiro negro a cantar Enka na história da música japonesa.

## Carreira
Sua paixão por Enka veio por influência de sua avó Takiko. Quando jovem, ela deixou o Japão, para se casar com um oficial norte-americano de cor negra. Nos Estados Unidos, Takiko teve Harumi, mãe de Jero e com os dois, ela sempre passava a cultura do seu país, como a música. Haruhi foi vendedora de lojas de departamento nos EUA, e depois de um casamento não duradouro, voltou para a sua cidade natal, Pittsburgh. Jero foi criado numa família com valores orientais, por isso desde cedo, ele estava voltado à cultura japonesa.
Formou-se em ciência da computação na Universidade de Pittsburgh, em 2003, e no mesmo ano decidiu se mudar para o Japão. Decidindo estudar japonês, ele entrou na Universidade de Kansai.
Inicialmente Jero não almejava se tornar um cantor profissional de Enka, tanto que se formou em ciência de computação em Pittsburgh. Foi justamente a promessa com sua avó, Takiko, que fez mudar de profissão, seguindo o caminho da música. O sonho de Takiko era ver seu neto cantando ao lado de grandes cantores japoneses no festival de música de fim de ano da rede de televisão NHK, o Kōhaku Uta Gassen.
Trabalhando em ciência da computação no Japão, ele sempre ia a concursos musicais tentar uma chance, como cantor. Num desses concursos, a gravadora Victor Entertaiment decidiu investir suas fichas no cantor  a mesma gravadora de Smap, Rimi Natsukawa, Remioromen, Maaya Sakamoto, Southern All Stars entre tantos outros.
Seu primeiro single veio em 20 de fevereiro de 2008, chamado Umiyuki (literalmente "Oceano de Neve"), que ficou em 4º lugar de singles mais vendidos da semana. Trata-se de uma estreia fenomenal para um cantor estrangeiro com musica tradicional japonesa, como a Enka. Sobre a canção, mesmo fazendo referência ao Mar do Japão, Jero confessa que, quando compôs, imaginou no oceano próximo da Califórnia.

## Estilo
Apesar de os cantores de Enka usarem normalmente ternos ou quimonos, Jero se veste como um rapper americano. Ao perguntarem o porquê de seu costume, Jero disse que se ele usasse um quimono, pareceria que ele estava satirizando a Enka e que não seria apropriado para ele.
Na propaganda de Shiki Monogatari, no entanto, Jero aparece vestido com um quimono.

## Discografia

### Singles
- Umiyuki (海雪) (2008.02.20)
- Eisa (えいさ) (2009.01.28)
- Yancha Michi (やんちゃ道) (2009.04.15)
- Tsumeato (爪跡) (2009.08.19)
- Usonaki (嘘泣き) (2010.06.16)
- Usonaki (嘘泣き)
- Otokonaki (男泣き)
- Shiki no uta (四季の歌)

### Musicas Digitais
- Mezamashi yume ondo' (めざまし夢音頭) (2008.08.13)
- Shiren (試練) (2008.12.03)

### Álbuns
- Covers (カバーズ) (2008.06.25)
- Hisame (氷雨)
- Kimi koishi (君恋し)
- Yozura (夜空)
- Mizukigami (水鏡)
- Honmoku meruhen (本牧メルヘン)
- Pusanko e kaere (釜山港へ帰れ)
- Saraba koibito (さらば恋人)
- Covers (カバーズ) Special Edition (CD + DVD) (2008.06.25)
- Yakusoku (約束) (2009.02.25)
- Eisa (えいさ)
- Tokyo hyouryuu (東京漂流)
- Aruzenchin touhikou (アルゼンチン逃避行)
- Shiren (試練)
- Hare butai (晴れ舞台)
- Kyoko to takashi (キョーコとタカシ)
- Rurou no machi (流浪の街)
- Osaka jewel (大阪ジュエル)
- Nanohana hatake de tsukamae te (菜の花畑でつかまえて)
- Umiyuki (海雪)
- Covers 2 (カバーズ 2) (2009.09.23)
- Matteiru onna (待っている女)
- Shishuuki (思秋期)
- Aijin (愛人)
- Orizuru (折鶴)
- Rashoumon (羅生門)
- Tasogare (黄昏)
- Yukiguni (雪國)
- Hajimeteno machide (初めての街で)
- Covers 3 - Roots of Jero (カバーズ 3) (2010.06.16)
- Echigojishi no uta (越後獅子の唄)
- Tsugaru heiya (津軽平野)
- Amerika bashi (アメリカ橋)
- Chigiri (契り)
- Yozakura oshichi (夜桜お七)
- Tsugaru koionna (津軽恋女)

## Televisão
Jero ja fez varias aparições em talkshows e diversas propagandas, sendo que todas utilizaram músicas do mesmo, dentre elas:
Em 21 de maio de 2008, Jero estrelou o comercial da cervejaria Kirin, para o produto Kirin “Fire” 
Hare Butai para Minna no Uta (2008) 
Rurō no Machi para o filme Donju em que também atuou (2009) 
Yancha Michi para Crayon Shin-chan: Otakebe! Kasukabe Yasei Ōkoku (2009) 
Kyoko to Takashi para Hokkaidō Railway Company (2009)
Shiki no uta para Toyo Suisan (2010)
A CNN International entrevistou o cantor em outubro de 2008, para o programa TalkAsia

## Filmes
- Donju, como o personagem Akira (2009)

## Dorama
Jero participara de um especial chamado Tennoji Broadway da NHK. Na história, Kaede Kusunoki é a filha única de um sacerdote. O pai está preocupado em achar seu sucessor, mas ela não parece se importar. Só o que quer é se tornar uma estrela da Broadway. Um belo dia ela traz para casa seu namorado gringo Michael, personagem de Jero, que inesperadamente começa a demonstrar interesse pelos afazeres do templo, e resolve se tornar o sucessor.